# Koki Morita
Koki Morita (森田 晃樹 Morita Koki?), född 8 augusti 2000 i Tokyo prefektur, är en japansk fotbollsspelare.
Morita började sin karriär 2018 i Tokyo Verdy.